# Франћеско Или
Франћеско Или (мађ. Illy Ferenc; 1892 — 1956) био је мађарски рачуновођа, књиговођа, бизнисмен, филантроп. Основао је компанију Illycaffè и изумео је кафе машине.

## Биографија
Или је рођен у породици средње класе у Темишвару, у Краљевини Мађарској (данас Румунија). Његов отац Јанош Или био је столар. Студирао је економију у Темишвару. После средње школе преселио се у Беч, где је радио за две велике трансилванијске компаније. Са 22 године регрутовао се у аустроугарску војску, а служио је од 1914. године на готово свим фронтовима, укључујући и у бици код Крашника. Након рата, одсео је са сестром у Трст. Убрзо се оженио у истом граду. Склопио је посао са компанијама које се баве печењем какаа. Касније је изумио сопствену методу за одржавање квалитета свеже пржене кафе, тако да је могла да се испоручује на друге локације, а не да се пече на лицу места.
Године 1933. Или је основао компанију Illycaffè и изумео је прву аутоматску машину за кафу која је супституирала воду под притиском парe. Или бренд је претходница данашње еспресo машине. Illycaffè је основао Универзитет кафе у Напуљу 1999. године. Мисија је ширење знања о кафи у целом свету кроз образовање, истраживање и иновације. Универзитет је касније пресељен у град Трст. Мрежа Универзитета кафе састоји се од 27 филијала широм света.
Илијев син, хемичар Ернесто Или (1925.-2008), преузео је управљање кафе компанијом, која је сада у рукама треће генерације породице Или.